# Hubert Ripka
 (octobre 2023).
La mise en forme du texte ne suit pas les recommandations de Wikipédia : il faut le « wikifier ».
Les points d'amélioration suivants sont les cas les plus fréquents :
- Les titres sont pré-formatés par le logiciel. Ils ne sont ni en capitales, ni en gras.
- Le texte ne doit pas être écrit en capitales (les noms de famille non plus), ni en gras, ni en italique, ni en « petit »…
- Le gras n'est utilisé que pour surligner le titre de l'article dans l'introduction, une seule fois.
- L'italique est rarement utilisé : mots en langue étrangère, titres d'œuvres, noms de bateaux, etc.
- Les citations ne sont pas en italique mais en corps de texte normal. Elles sont entourées par des guillemets français : « et ».
- Les listes à puces sont à éviter, des paragraphes rédigés étant largement préférés. Les tableaux sont à réserver à la présentation de données structurées (résultats, etc.).
- Les appels de note de bas de page (petits chiffres en exposant, introduits par l'outil «  Source ») sont à placer entre la fin de phrase et le point final[comme ça].
- Les liens internes (vers d'autres articles de Wikipédia) sont à choisir avec parcimonie. Créez des liens vers des articles approfondissant le sujet. Les termes génériques sans rapport avec le sujet sont à éviter, ainsi que les répétitions de liens vers un même terme.
- Les liens externes sont à placer uniquement dans une section « Liens externes », à la fin de l'article. Ces liens sont à choisir avec parcimonie suivant les règles définies. Si un lien sert de source à l'article, son insertion dans le texte est à faire par les notes de bas de page.
- La présentation des références doit suivre les conventions bibliographiques. Il est recommandé d'utiliser les modèles {{Ouvrage}}, {{Chapitre}}, {{Article}}, {{Lien web}} et/ou {{Bibliographie}}. Le mode d'édition visuel peut mettre en forme automatiquement les références.
- Insérer une infobox (cadre d'informations à droite) n'est pas obligatoire pour parachever la mise en page.

Pour une aide détaillée, merci de consulter Aide:Wikification.
Si vous pensez que ces points ont été résolus, vous pouvez retirer ce bandeau et améliorer la mise en forme d'un autre article.
Hubert Ripka, né le 26 juillet 1895 à Kobeřice u Brna (alors en Moravie, en Autriche-Hongrie, aujourd'hui en Tchéquie) et mort le 7 janvier 1958 à Londres (Royaume-Uni), est un homme politique, historien et journaliste tchécoslovaque. Il est une figure centrale du gouvernement tchécoslovaque en exil durant l'occupation allemande de Tchécoslovaquie et aussi de l'exil politique tchécoslovaque après 1948.

## Biographie
Il fait des études d’histoire, de géographie et de philologie à l’université Charles de Prague, où il fait la connaissance d'Edvard Beneš.  Au début des années 1920, il occupe le poste de directeur des Archives du ministère de la Défense nationale à Prague. Il se tourne cependant de plus en plus vers le journalisme et se concentre notamment sur la politique extérieure, en réalisant de nombreux voyages, entre autres en France et en Union soviétique. Sa francophilie est en grande partie liée à son mariage avec une Française, Noémi Schlochow.
En 1935, il devient membre Parti socialiste-national et s’inscrit ainsi dans la ligne politique des démocrates tchécoslovaques, Edvard Beneš et Tomáš Masaryk. Par son engagement politique et son activité de journaliste, il mène un combat contre le régime nazi et finit par quitter le pays pour Paris après la signature des accords de Munich en 1938. Déçu des actions de la France face à l'occupation de son pays par les forces nazies, il développe une sympathie croissante pour l'Union soviétique dans ses positionnements. En 1940, à la suite de la défaite française et face à l'occupation allemande, il part pour Londres où il restera actif comme membre du gouvernement tchécoslovaque en exil jusqu'à la fin de la Seconde Guerre mondiale.
Entre 1945 et 1948, il poursuivit sa carrière en tant que ministre du Commerce extérieur et fait partie de ceux qui cherchent une entente avec les communistes tchécoslovaques et avec l'Union soviétique, perçue alors comme la seule puissance capable d'assurer la sécurité de la Tchécoslovaquie. Partisan d'un socialisme démocratique, il change sa position vis-à-vis Moscou après le véto soviétique au Plan Marshall que Ripka voit alors comme une solution aux problèmes économiques urgents de la Tchécoslovaquie.
À la suite du coup de Prague en février 1948, Ripka démissionne de tous ses mandats. Le 3 mars 1948, le ministère de l’Éducation lui retira son poste de maître de conférences. Il s’enfuit en avril 1948 grâce à l’aide de diplomates français contactés par sa femme, qui le rejoint avec leurs enfants en juin 1948. Ils s'installent d'abord à Paris, puis à New York où Ripka continue ses activités politiques pour l’indépendance tchécoslovaque et donne des cours de politique internationale. Mais l'exil américain n'est pas pour Ripka une période heureuse : dans les années 1954-1955, il est accusé de collaboration avec les communistes et, peu de temps après, il s'installe avec sa famille en Grande-Bretagne.
Il meurt d’un cancer du pancréas le 7 janvier 1958 à l’âge de 62 ans.

## Ouvrages
- "Czechoslovakia: The Key to the Danubian Basin." The Slavonic and East European Review 17.49 (1938): 54–72.
- Munich: Before and After: A Fully Documented Czechoslovak Account of the Crises of September 1938.... Londres : Gollancz, 1939
- East and West. Londres : Lincolns-Prager, 1944
- "Czechoslovakia's Attitude to Germany and Hungary." The Slavonic and East European Review 23.62 (1945): 47–54.
- Czechoslovakia Enslaved: The Story of the Communist Coup d'État. Londres : Victor Gollancz, 1950.
- Eastern Europe in the post-war world. Methuen, 1961

## Archives
Les archives d'Hubert Ripka et Noémi Schlochow sont actuellement conservées à l'Institut d'études slaves à Paris.